# Têt (ustensile)
Pour les articles homonymes, voir Têt.
Le têt à combustion est un petit creuset, une coupelle utilisé en chimie pour réaliser des combustions nécessitant des contenants résistants. Il est souvent en céramique. 
- Exemple d'utilisation : combustion du soufre dans du dioxygène.